# Elk City (Oklahoma)
Elk City es una ciudad ubicada en el condado de Beckham en el estado estadounidense de Oklahoma. En el año 2010 tenía una población de 	11693 habitantes y una densidad poblacional de 302,93 personas por km².

## Geografía
Elk City se encuentra ubicada en las coordenadas 35°24′10″N 99°25′26″O / 35.40278, -99.42389 (35.402694, -99.423812).

## Demografía
Según la Oficina del Censo en 2000 los ingresos medios por hogar en la localidad eran de $28,268 y los ingresos medios por familia eran $35,383. Los hombres tenían unos ingresos medios de $28,380 frente a los $18,977 para las mujeres. La renta per cápita para la localidad era de $15,654. Alrededor del 19.1% de la población estaban por debajo del umbral de pobreza.